# Капасово
Капасово — село в Атяшевском районе Республики Мордовия. Входит в состав Атяшевского сельского поселения.

## География
Расположено в центральной части района у истока р. Большая Сарка, в 10 км на юго-восток от районного центра и железнодорожной станции Атяшево и в 90 км на северо-запад от Саранска.
Через село проходит автомобильная дорога межмуниципального значения 89Н-03 Атяшево - Дубёнки.
Основные улицы:
- Центральная;
- Октябрьская;
- Молодежная;
- Советская;
- Пионерская;
- Фрунзе.

## История
Название-антропоним: по имени первого владельца мордвина  Капаса (Копаса).
В документах начала XVII века упоминается как мордовская деревня, принадлежавшая мурзам.
В 1706 году в Капасове было поместье боярыни У. Л. Нарышкиной. По сведениям «Приходной книги по сбору окладных денег с ясачного русского и мордовского населения Саранского уезда за 1714 год» в селе числились 15 дворов ясачных русских крестьян. В конце XVIII века здесь жили крепостные крестьяне помещиков Самойловых, Жилина, Барбусова и русские ясачные крестьяне.
В 1913 г. село входило в состав Паранеевской волости Алатырского уезда Симбирской губернии.
По данным 1931 г. в Капасове насчитывалось 230 хозяйств (1219 чел.). В 1930-е гг. на территории Капасовского сельсовета были организованы сельскохозяйственные артели «Путь Ленина», «Путь к свободе», «Дружба» (с. Капасово) и «Красная Армия» (д. Пашино), в 1951 году они были объединены в колхоз «Восход», с 1997 г. — СХПК.
Жертвами сталинских репрессий стали восемь уроженцев села.
В современном селе — средняя школа, Дом культуры, библиотека, медпункт, магазин.

## Население
| 2002 | 2010 |
| ---- | ---- |
| 497  | ↘385 |

## Известные люди
В 1923 г. в селе родился Герой Советского Союза А. Н. Цыцаркин.

## Достопримечательности
Церковь Троицы Живоначальной, построена в 1775 г. помещиком Алексеем Сергеевичем Жилиным, частично разрушена во время гонений на церковь в 1937 г., находится в аварийном состоянии.
Обелиск воинам-землякам, погибшим в годы Великой Отечественной войны - памятник истории регионального значения.

## Источник
- Энциклопедия Мордовия, И. С. Марискин, О. И. Марискин.